# Bulaj (wieś)
Bulaj (rum. Bulai) – wieś w Rumunii, w okręgu Suczawa, w gminie Moara. W 2011 roku liczyła 1036 mieszkańców. 
Wieś jest zamieszkiwana przez mniejszość polską, która stanowi blisko 18% jej ludności.